# Piyawat Thongman
Piyawat Thongman (Thai: นายปิยะวัฒน์ ทองแม้น, * 23. Oktober 1982 in Nakhon Pathom) ist ein thailändischer ehemaliger Fußballspieler auf der Position eines Stürmers.

## Karriere

### Verein
Seit 2009 spielt er für Bangkok United FC, für den er bereits in seiner Jugend spielte. Über die Jugendmannschaft des Vereins gelangte er 1999 in die Seniorenmannschaft. Dabei gelangen ihm zwischen 1999 und 2001 18 Tore in 39 Spielen. Anschließend wechselte er zur FC Krung Thai Bank. Mit der Krung Thai wurde er 2003 und 2004 jeweils Vizemeister. Auch bei seinem Verein 2005, der PEA, wurde er nur Vizemeister. Zur Saison 2007 wechselte er in seine Heimatstadt Nakhon Pathom, wo er für den Aufsteiger FC Nakhon Pathom antrat. Der Verein konnte dank seiner Mithilfe die Klasse halten. 2009 ging er zurück nach Bangkok und Stand im Kader des Bangkok United FC. Er kam nur auf zwei Einsätze und wechselte zur Sommerpause in die Thai Premier League Division 1, zum FC Surat Thani.

### Nationalmannschaft
Piyawat hatte einige Einsätze in der Thailändischen Fußballnationalmannschaft. So wurde er unter anderem im Freundschaftsspiel gegen Deutschland am 21. Dezember 2004 in der 56. Minute eingewechselt.

## Erfolge
Krung Thai Bank FC
- Thai Premier League: Vizemeister 2003 und 2004

PEA FC
- Thai Premier League: Vizemeister 2005